# هاري ريجنالد جنكينز
هاري ريجنالد جنكينز (بالإنجليزية: Harry Reginald Jenkins)‏ هو سياسي نيوزلندي، ولد في 24 أكتوبر 1881، وتوفي في 21 يونيو 1970. انتخب عضو مجلس النواب النيوزيلندي.